# 鹿児島市交通局1000形電車
鹿児島市交通局1000形電車（かごしましこうつうきょく1000がたでんしゃ）は、2002年に営業運転を開始した鹿児島市交通局（鹿児島市電）の路面電車である。愛称はユートラム。

## 概要
アルナ工機および同社から事業を継承したアルナ車両の設計・製造による、日本初の国産超低床路面電車である。当形式の増備に伴い500形が一部引退した。

## 車両概説

### 車体
アルナ工機で「リトルダンサーA3」と発表されていた形式で、客室車体（C車体）を運転室車体（A・B車体）の間にフローティングした3車体連接構造である。中間部は宙に浮いている。台車は車端に寄せられたうえ、運転室車体に固定されており、独自に回転しない固定構造となっている。行先表示器はLED式を採用している。
車体は連接構造であるが登録上は3車体で1両である。

### 車内
片持ち式ロングシートとなっており、うち2カ所を折り畳み式座席として車椅子スペースを確保できるようにしている。また、液晶テレビもとりつけられており、広告映像などを放映している。 
主幹制御器は右手操作式ワンハンドルマスコンである。

### 機器
パンタグラフは、シングルアームが1基搭載されている。制御装置は2140形以来のVVVFインバータ制御となり、素子は従来のGTOサイリスタに代わってIGBTを鹿児島市交通局の車両としては初めて採用した。通常は床下に搭載される制御機器などは、C車体が超低床構造になっていることから、屋根上に搭載されている。

## 歴史
2001年12月9日、谷山港に1両が到着した。翌2002年1月15日から運行を開始する。2003年には、鉄道友の会ローレル賞を受賞した。2004年には定員を1次車の55人から58人に増やした増備車（2次車）の 1014F - 1016F が登場した。
3次車の 1017F - 1019F が2005年に登場した。車内混雑への対策のため乗車ドアを1m車体中央に寄せる改良がされている。
2007年からは、5車体連接車の7000形電車が登場したため、当形式の投入は終了した。
なお2010年からは、1015に初の全面広告車も登場している。

### 年表
- 2002年（平成14年）1月15日 - 1011 - 1013が運行開始[8]。
- 2004年（平成16年）5月10日 - 1014 - 1016が運行開始[8]。
- 2005年（平成17年）3月2日 - 1017 - 1019が運行開始[8]。

## 次車ごとの差異
2次車では座席配置が1次車とは少し異なりがあるほか、定員が3人増加した。3次車では後部ドアの位置が前寄りに変更された。

## 運用
7000形・7500形電車と共に固定運用となっており、各停留所の時刻表に表記されているほか、ホームページでも確認することができる。2014年4月22日に1014がバスと接触・脱線する事故が発生し、修繕のため運用から外れていたが、現在は運用に復帰している。2018年6月26日から7月18日まで100形電車の代走として観光電車の運用に就いた。

## 愛称
愛称のユートラムは、優トラム・悠トラム・遊トラム・友トラム・YOUトラムからとったものであり、一般公募で選出されたものである。
| 1011（1次車） |  | 車内（1次車） |  | 1017（3次車） |
| 1011（1次車） |  | 車内（1次車） |  | 1017（3次車） |